# Balibo (Spielfilm)
Balibo ist ein australischer Spielfilm aus dem Jahr 2009. Er erzählt vom Beginn der Invasion Indonesiens in das benachbarte Osttimor Ende 1975. Aufhänger der Geschichte ist das Schicksal der Balibo Five und Roger Easts, westliche Journalisten, die von indonesischen Soldaten während des Einmarschs ermordet wurden. Der Film basiert lose auf dem Buch Cover-Up der australischen Journalistin Jill Jolliffe, die die Opfer noch in Osttimor traf.
Der Film wurde auch in die osttimoresische Landessprache Tetum synchronisiert.

## Handlung
Hauptfigur ist der ehemalige Auslandskorrespondent Roger East, der nun im australischen Darwin in einer Werbeagentur arbeitet. Der junge Revolutionär José Ramos-Horta lädt East ein, nach Osttimor zu kommen. Ramos-Horta ist der Außenminister des von der FRETILIN ausgerufenen, jungen Staates, der sich einseitig von der Kolonialmacht Portugal für unabhängig erklärt hat. East lehnt zunächst ab, ändert aber seine Meinung, als Ramos-Horta ihm Fotos von fünf Reportern zeigt, die für australische Fernsehsender arbeiten. Sie gelten seit einiger Zeit im osttimoresischen Grenzort Balibo als vermisst. In Rückblenden wird das Schicksal der Balibo Five gezeigt, bis zu ihrem Tod, als sie angreifende indonesische Soldaten bereits vor der offiziellen Invasion filmen und daraufhin von ihnen hingerichtet werden. East reist mit Ramos-Horta in das nun besetzte Grenzgebiet, um nach dem Schicksal der Reporter zu recherchieren. Später wird er Zeuge des offenen Einmarschs der Indonesier und der Besetzung der Landeshauptstadt Dili am 7. Dezember 1975. East, der sich eigentlich mit den FRETILIN-Kämpfern in die Berge zurückziehen wollte, gerät in indonesische Gefangenschaft und wird exekutiert. Parallel wird die Geschichte der fiktiven osttimoresischen Frau Juliana erzählt, von ihren Erinnerungen an East und an die Besetzung durch Indonesien. Der Film endet mit der Befreiung Osttimors von der indonesischen Besatzung 1999 und dem Gedenken an ihre zahlreichen Opfer.

## Produktion

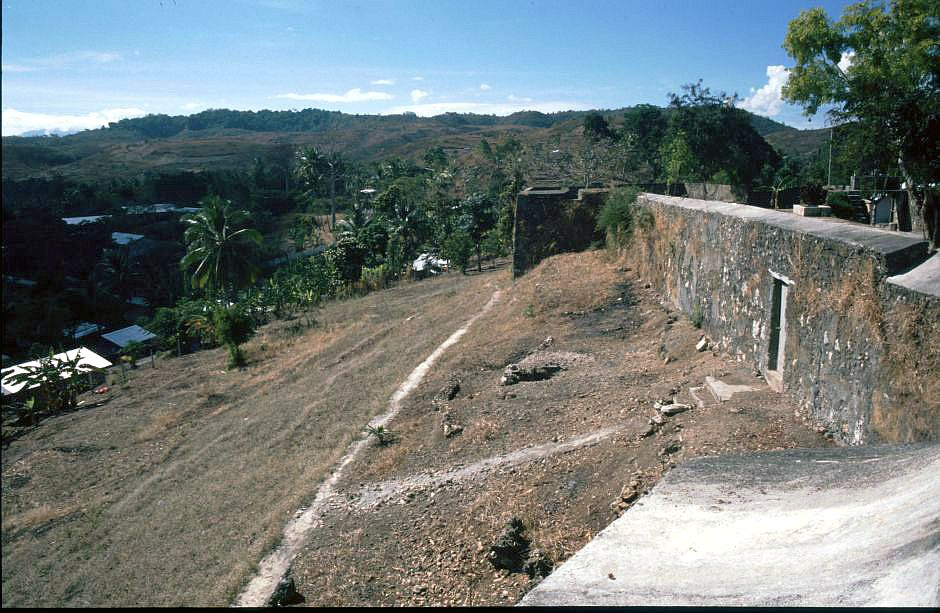
Originalschauplatz: Das Fort von Balibo

Die Dreharbeiten begannen am 30. Juni 2008 in Dili. Balibo war der erste Spielfilm, der in dem seit 2002 wieder unabhängigen Land gedreht wurde. Produziert wurde er von der australischen Arenafilm mit Robert Connolly als Regisseur und David Williamson als Drehbuchautor. Anthony LaPaglia, der die Rolle des Roger East übernahm, war auch einer der Produzenten. Am 31. Juli wurden für die Nachstellung der Invasion mit Hilfe der UN-Polizei Straßen in der Hauptstadt abgesperrt. 60 bis 70 osttimoresische Statisten spielten mit, darunter 30 Soldaten der Verteidigungskräfte Osttimors, die indonesische Soldaten darstellten.
Die Weltpremiere fand beim Melbourne International Film Festival am 24. Juli 2009 in der Melbourne’s Hamer Hall statt. Anwesend war auch José Ramos-Horta, der inzwischen Staatspräsident Osttimors geworden war.

## Kritik
Richard Kuipers von der Variety nennt den Film einen straffen, durch seine Charaktere getragenen Thriller mit einem politischen Seitenkommentar, der auch Zuschauer mit nur wenig oder gar keinem Wissen über die Hintergründe dazu bewegt, sich in die Balibo Five hineinzuversetzen. LaPaglia spiele den müden Schreiber sehr gut, der langsam sein altes Feuer wiederfindet. Isaac stellt eindrucksvoll den jungen Ramos-Horta dar, mit politischen Scharfsinn und der Fähigkeit in Leuten zu lesen."

## Preise und Nominierungen
Am 2. November 2009 erhielt Balibo bei den Screen Music Awards der australischen APRA Awards die Auszeichnung für den „Best Original Song Composed for Screen“ von Ego Lemos und den „Best Feature Film Score“ von Lisa Gerrard. Der Soundtrack wurde als „Best Soundtrack Album“ nominiert.
Als „Bester australischer Film 2009“ wurde Balibo von der Australian Film Critics Association ausgezeichnet.

## Reaktionen
2007 kamen australische Ermittler zu der Erkenntnis, dass die Balibo Five von den indonesischen Soldaten hingerichtet worden waren, nachdem sie versucht hatten, sich zu ergeben. Indonesien beharrt weiter auf seiner Meinung, dass die Reporter im Kreuzfeuer ums Leben kamen.
In Indonesien sollte der Film 2009 auf dem Jakarta International Film Festival erstmals gezeigt werden. Bei der Weltpremiere hatte Osttimors Präsident Ramos-Horta noch den Wechsel Indonesiens hin zur Demokratie gewürdigt, doch noch vor einer Privatvorführung des Jakarta Foreign Correspondents Clubs wurde der Film von der indonesischen Behörde für Filmzensur verboten. Indonesiens Außenminister Marty Natalegawa begründete das Verbot damit, man wolle eine negative „weltweite Wahrnehmung Indonesiens“ verhindern. Das indonesische Militär begrüßte das Verbot. Ein Sprecher erklärte, der Film könne den Beziehungen zu Osttimor und Australien schaden.